# (33704) Herinkang
1999 KY16 (asteroide 33704) é um asteroide da cintura principal. Possui uma excentricidade de 0.16586420 e uma inclinação de 1.97435º.
Este asteroide foi descoberto no dia 18 de maio de 1999 por LINEAR em Socorro.